# Bowerbirds
Bowerbirds (pol. Altanniki) – amerykański zespół neo-folkowy, założony w 2006 roku, w Raleigh, w Karolinie Północnej. Grupę tworzą:  Philip Moore (wokal, gitara),  Beth Tacular (wokal, akordeon) oraz Mark Paulson (wokal, skrzypce). 

## Historia
Początki zespołu sięgają roku 2005, kiedy to Philip Moore podjął pracę dla North Carolina Museum of Natural Sciences. Jego zadanie polegało na obserwacji ptaków w ich naturalnym środowisku i w tym celu zamieszkał w leśnej chacie, z dala od cywilizacji. Niedługo po tym dołączyła do niego artystka Beth Tacular, która zajęła się malowaniem obrazów. Otaczająca ich przyroda była inspiracją do napisania tekstów pierwszych piosenek. W 2006 roku, już jako zespół Bowerbirds, wydali swoje pierwsze EP:„Danger at Sea”, zawierające sześć piosenek. Po roku do zespołu dołączył Mark Paulson i ukazał się ich debiutancki album zatytułowany Hymns for a Dark Horse. W 2009 roku grupa nagrała kolejną płytę, Upper Air, a 6 marca 2013 roku zespół wydał trzecią, zatytułowaną The Clearing.

5 lipca 2012 roku, podczas tournée po Europie, Bowerbirds zagrali koncert w krakowskim klubie Rozrywki Trzy.

## Dyskografia
- Danger at Sea EP (2006)
- Hymns for a Dark Horse (Burly Time Records, 2007)
- Upper Air (Dead Oceans, 2009)
- The Clearing (Dead Oceans, 2012)